# Theodore Sturgeon
Theodore Sturgeon (* 26. Februar 1918 in New York City als Edward Hamilton Waldo; † 8. Mai 1985 in Eugene, Oregon) war ein US-amerikanischer Autor psychologischer Science-Fiction, Fantasy- und Horrorliteratur.

## Leben
Sturgeons Eltern namens Waldo ließen sich 1927 scheiden. Seine Mutter Christine heiratete 1929 William Sturgeon. Damals änderte Edward seinen Namen zu Theodore Hamilton Sturgeon, weil dies besser zu seinem Spitznamen „Ted“ passte. Seine Pläne, Zirkusartist zu werden, wurden durch ein rheumatisches Fieber vereitelt, das zu einem vergrößerten Herzen geführt hatte. Sein berufliches Leben war unstet: Mit siebzehn Jahren ging er zur Handelsmarine und fuhr zur See, später verkaufte er Kühlschränke, fuhr Planierraupen, arbeitete als Hotelmanager und führte eine Tankstelle, ehe er Texte für die Werbung verfasste. In späteren Jahren betrieb er neben der Schriftstellerei eine literarische Agentur.
Er verkaufte seine erste Erzählung 1938 an das Zeitungssyndikat von McClure, welches große Teile des (nicht-fantastischen) Frühwerks von Sturgeon erwarb. Seine erste Genrearbeit erschien ein Jahr später. Anfänglich schrieb er vor allem Kurzgeschichten, in erster Linie für Science-Fiction-Magazine wie Astounding Science Fiction und Unknown, jedoch auch für andere Publikumszeitschriften wie das Argosy Magazine. Als zwei seiner Erzählungen in der gleichen Nummer von Astounding erschienen, benutzte er das Pseudonym „E. Waldo Hunter“.
In Astounding Science Fiction veröffentlichten auch die durch ihre Hard Science-Fiction sehr bekannten Autoren Isaac Asimov und Robert A. Heinlein. Sturgeon jedoch schrieb weniger über technische, sondern mehr über psychologische und soziale Themen. Bei ihm stand schon in den 40er Jahren der Mensch im Mittelpunkt, was zum damaligen Zeitpunkt eher untypisch für das Genre der Science-Fiction war. Erst in den folgenden Jahrzehnten griffen Autoren verstärkt soziale Themen auf.
Viele Werke Sturgeons sind von einem poetischen, sogar elegischen Charakter. Er war bekannt dafür, eine Technik der „rhythmischen Prosa“ zu verwenden, in der er seinen Prosatext in ein Metrum fallen ließ. Dadurch kann eine subtile Veränderung der Stimmung erzielt werden, deren Ursache dem Leser normalerweise nicht bewusst wird.
Seine Stärke lag vor allem in Kurzgeschichten und Novellen; auch der Roman Die Ersten ihrer Art / Die neue Macht der Welt / Baby ist drei (engl. More Than Human) entstand aus drei Erzählungen. Dieser gewann 1954 den International Fantasy Award und ist bis heute mehrfach wieder aufgelegt worden. In diesem Roman findet sich eine Gruppe von Kindern zusammen, wobei jedes der Kinder eine körperliche oder geistige Behinderung hat. Zusammen bilden sie eine neue menschliche Daseinsform, den Homo Gestalt, und verfügen über paranormale Fähigkeiten. Ein großer Erfolg in den 1940er Jahren war die Novelle Der kleine Gott/Der Gott des Mikrokosmos (engl. Microcosmic God), die von den Science Fiction Writers of America im Jahre 1973 in ihrem SF Hall of Fame (Anthologie von Ben Bova) auf den vierten Platz gewählt wurde. Theodore Sturgeon starb am 8. Mai 1985 an Lungenfibrose.
Erst nach seinem Tod begann man mit der Herausgabe einer Gesamtausgabe seiner Erzählungen und Kurzromane, die Sturgeon niemals alle in seinen Büchern hatte unterbringen können, obwohl er über die Jahre viele Bände mit vergriffenen Geschichten zusammenstellte. Zu seinen bekanntesten Geschichten zählen Biancas Hände (Bianca’s Hands), Der Mann, der das Meer verlor (The Man Who Lost the Sea), Die Liebesvögel (The World Well Lost), Es (It), Synergie (The Waves of Synergy), Die goldene Helix (The Golden Helix), Die letzte Chance/Donner und Rosen (Thunder and Roses), Es folgen die Nachrichten (And Now the News), Bedürfnisse (Need), Killdozer! (dto.), Doch kein Syzygium (It Wasn’t Syzygy), Kurzes Erwachen/Ein lichter Augenblick (Bright Segment), Die Fähigkeiten Xanadus/Das Geheimnis von Xanadu (The Skills of Xanadu) und Prognose: positiv/Das [Fringding], das [Frangding] und Boff (The Widget, the Wadget and Boff). Die bekannteren Geschichten wurden oft mehrfach ins Deutsche übersetzt, andere sind schwer zu finden. Nach dem Titel der Novelle „Killdozer“ benannte sich die gleichnamige amerikanische Noise-Rock-Band.
Sturgeon verfasste den Ellery-Queen-Roman The Player on the Other Side (Random House, 1963) als Ghostwriter. In den folgenden Jahren schrieb er die Drehbücher für die Raumschiff-Enterprise-Folgen Landeurlaub (Shore Leave, 1966) und Weltraumfieber (Amok Time, 1967). Letztere ist bekannt für die Einführung des Pon farr, des vulkanischen Paarungsrituals. Sturgeon verfasste auch mehrere Entwürfe, die nie produziert wurden, insbesondere das später von James Gunn zu einem Roman erweiterte The Joy Machine. Er schrieb zudem 1975 eine Folge der Abenteuerserie Im Land der Saurier, The Pylon Express.
Sturgeon ist in der breiten Öffentlichkeit nicht sehr bekannt und hat relativ wenige Auszeichnungen erhalten, obschon er unter den Lesern von Anthologien klassischer Science-Fiction einen hohen Bekanntheitsgrad besitzt, da er auf dem Höhepunkt seiner Beliebtheit in den 1950ern der am häufigsten in Anthologien vertretene lebende Autor war. Zudem wird er von Kritikern sehr geschätzt. John Clute schreibt in der Science Fiction Encyclopedia: „Seine Wirkung auf Autoren wie Harlan Ellison und Samuel R. Delany war grundlegend, und in seinem Leben und Werk stellte er einen kraftvollen und allgemein befreienden Einfluss in der US-SF nach dem Zweiten Weltkrieg dar“. Zu Sturgeons relativ geringer Popularität mag beitragen, dass die Werke, die als seine besten gelten, vor der Einführung der führenden Auszeichnungen des Genres veröffentlicht wurden, während sein späteres Schaffen spärlich und von geringerer Qualität war.
Ray Bradbury und Kurt Vonnegut nannten Sturgeon als maßgeblichen Einfluss. Kurt Vonnegut erklärte, dass seine Figur Kilgore Trout (Trout = englisch Forelle) auf Theodore Sturgeon (Sturgeon = englisch Stör) basiere. Marion Zimmer Bradley widmet ihm (und Diana Paxson) ihren Roman Der verbotene Turm (1977), da er als erster jene Fragen erkundet habe, die – direkt oder indirekt – allem zugrunde liegen, was sie geschrieben habe.
Zwei von Sturgeons Erzählungen wurden für die Fernsehserie The New Twilight Zone adaptiert. Eine davon, A Saucer of Loneliness (1986), war seinem Andenken gewidmet.
Der Theodore Sturgeon Memorial Award für die beste Science-Fiction-Kurzgeschichte des Jahres wurde 1987 von James Gunn, dem Direktor des „Center for the Study of Science Fiction“ an der University of Kansas, und den Erben Theodore Sturgeons ins Leben gerufen, im Gedenken an einen der größten SF-Kurzgeschichtenautoren.

### Sturgeons Gesetz
Als Sturgeons Gesetz zitiert wird der Ausspruch: „Nichts ist immer unumschränkt so, wie es ist.“
Als Sturgeons Offenbarung wird zitiert: „Neunzig Prozent von allem ist Mist.“ Sturgeons Offenbarung wird gemeinhin ebenfalls Sturgeons Gesetz genannt.
Genau gefolgt kritisierte Sturgeon damit die Kritiker; Fehler finden und besser-wissen können alle. Neben dem kritisierten „Mist“ ist aber auch 90 Prozent der Kritik selber Mist.

## Kritik
- Gundula Sell über Lichte Augenblicke: „Sturgeon legt Wert auf Details, beschreibt genau, was in seinen Personen vorgeht, denunziert sie aber nie, denn er traut dem Leser zu, sich ein Bild zu machen, ein differenziertes Bild. Nicht einmal bei dramatischen Zuspitzungen gerät der Autor ins Pathos, sondern hält sich an die Tatsachen, äußere und innere. Die Neuübersetzungen… übertragen diese Präzision überzeugend ins Deutsche. […] eine der herausragendsten Kurzgeschichtensammlungen der letzten Jahre. Sie bietet klare, ideenreiche und geschmeidige Prosa, die nicht zuletzt für heutige Autoren sehr anregend sein kann. Manche Lücken bemerkt man eben erst, wenn sie geschlossen werden. Also, mehr davon!“[5]

## Auszeichnungen
- 1947 Argosy Short Story Competition für die Kurzgeschichte Biancas Hände
- 1954 International Fantasy Award für den Roman Die Ersten ihrer Art
- 1960 Hugo Award Nominierung für die Kurzgeschichte Der Mann, dem das Meer abhanden kam
- 1961 Hugo Award Nominierung für die Kurzgeschichte Bedürfnisse
- 1961 Hugo Award Nominierung für den Roman Venus plus X
- 1963 Hugo Award Nominierung für die Kurzgeschichte Wenn man fühlt, wenn man liebt …
- 1968 Nebula Award Nominierung für die Novelle Nach dem Exodus … (aus Harlan Ellisons Anthologie Dangerous Visions)
- 1970 Nebula Award Gewinner für die Novelle Die langsamste Skulptur der Welt/Langsames Wachstum
- 1970 Hugo Award Gewinner für die Kurzgeschichte Die langsamste Skulptur der Welt/Langsames Wachstum
- 1971 Forry Award für sein Lebenswerk
- 1972 Hugo Award Nominierung für die Kurzgeschichte Case und der Träumer…
- 1985 World Fantasy Award – Life Achievement Award
- 2000 Aufnahme in die Science Fiction and Fantasy Hall of Fame[6]
- 2000 Gaylactic Network Spectrum Award für die Kurzgeschichte Die Liebesvögel
- 2005 Sense of Gender Award für die japanische Übersetzung von Venus plus X
- 2005 Seiun Award für And Now the News…

## Bibliografie
Romane
- The Dreaming Jewels (1950, auch als The Synthetic Man, 1957)
  - Deutsch: Synthetisches Leben. Semrau (Weltraumfahrer #2), 1958. Auch als: Die lebenden Steine. Goldmann Science Fiction #0187, 1974, 3-442-23187-6.
- More than Human (1953)
  - Deutsch: Baby ist drei. Heyne (Bibliothek der Science Fiction Literatur #44), 1970, ISBN 3-453-31094-2. Auch als: Die neue Macht der Welt. Heyne Science Fiction & Fantasy #3200, 1970. Auch als: Die Ersten ihrer Art. Argument (Ariadne Social Fantasies #2064), 2001, ISBN 3-88619-964-9.
- I, Libertine (1956, mit Jean Shepherd, als Frederick R. Ewing)
- The King and Four Queens (1956)
- The Cosmic Rape (1958, auch als To Marry Medusa, 1987)
  - Deutsch: Das Milliarden-Gehirn. Heyne Science Fiction & Fantasy #3062, 1966.
- Venus Plus X (1960)
  - Deutsch: Venus plus X. Goldmann Science Fiction #0181, 1973, ISBN 3-442-23181-7.
- Voyage to the Bottom of the Sea (1961)
  - Deutsch: Die Feuerflut. Pabel (Utopia Grossband #180), 1962.
- Some of Your Blood (1961)
  - Deutsch: Blutige Küsse. Fischer Taschenbuch (Fischer Taschenbücher #1485), 1975, ISBN 3-436-01932-1.
- The Player on the Other Side (1963, als Ellery Queen)
- The Rare Breed (1966)
- More Than Human: The Graphic Story Version (1978, mit Doug Moench und Alex Nino)
- Amok Time (1978)
- Godbody (1986)

Sammlungen
- Without Sorcery (1948)
- E Pluribus Unicorn (1953)
  - Deutsch: Aus vielen Ein horn. Goldmann Science Fiction #23463, 1985, ISBN 3-442-23463-8.
- A Way Home (1955)
- Caviar (1955)
  - Deutsch: Der Gott des Mikrokosmos. Goldmann Science Fiction #0195, 1974, ISBN 3-442-23195-7.
- A Way Home (1956)
  - Deutsch: Wiederbelebung. Goldmann Science Fiction #23264, 1977, ISBN 3-442-23264-3.
- Thunder and Roses (1957)
- A Touch of Strange (1958)
  - Deutsch: In einer fremden Haut. Goldmann Science Fiction #23326, 1979, ISBN 3-442-23326-7.
- Aliens 4 (1959)
- Beyond (1960)
  - Deutsch: Hinter dem Ende der Zeit. Goldmann Science Fiction #23408, 1982, ISBN 3-442-23408-5.
- Not Without Sorcery (1961)
  - Deutsch: Es. Goldmann Science Fiction #255, 1977, ISBN 3-442-23255-4.
- Sturgeon in Orbit (1964)
  - Deutsch: Parallele X. Heyne Science Fiction & Fantasy #3140 1969.
- …And My Fear Is Great… & Baby Is Three (1965)
- The Joyous Invasions (1965)
  - Deutsch: Prognose: positiv. Goldmann Science Fiction #0200, 1975, ISBN 3-442-23200-7.
- Starshine (1966)
  - Deutsch: Licht von den Sternen. Goldmann Science Fiction #0192, 1974, ISBN 3-442-23192-2.
- Sturgeon Is Alive and Well … (1971)
  - Deutsch: Sein Name war Mensch. Goldmann Science Fiction #0184, 1974, ISBN 3-442-23184-1.
- The Worlds of Theodore Sturgeon (1972)
  - Deutsch: Bd. 1: Das Geheimnis von Xanadu. Goldmann Science Fiction #0188, 1974, ISBN 3-442-23188-4. Bd. 2: Tausend Schiffe am Himmel. Goldmann Science Fiction #0189, 1974, ISBN 3-442-23189-2.
- Sturgeon’s West (1973, mit Don Ward)
- To Here and the Easel (1973)
- Case and the Dreamer and Other Stories (1974)
  - Deutsch: Nach dem Exodus. Goldmann Science Fiction #0233, 1976, ISBN 3-442-23233-3.
- Theodore Sturgeon Reads His Stories (1976)
- Visions and Venturers (1978)
  - Deutsch: PSI-Talente. Goldmann Science Fiction #23339, 1980, ISBN 3-442-23339-9.
- Maturity (1979)
- The Stars Are the Styx (1979)
- The Golden Helix (1979)
- Alien Cargo (1984)
- A Touch of Sturgeon (1987)
- The Ultimate Egoist (1995)
- Microcosmic God (1995)
- Killdozer! (1996)
- Thunder and Roses (1997)
- The Perfect Host (1998)
- Baby Is Three (1999)
- A Saucer of Loneliness (2000)
- Selected Stories (2000)
- Bright Segment (2002)
- And Now the News … (2003)
- The Man Who Lost the Sea (2005)
- The Nail and the Oracle (2007)
- The Theodore Sturgeon Audioplays: Mr. Costello, Hero / The Stars Are the Styx (2007)
- Slow Sculpture (2009)
- Case and the Dreamer (2010)

Deutsche Zusammenstellungen:
- Die Venuskristalle und andere Stories. Moewig (Terra #473), 1966.
- Lichte Augenblicke. Shayol SF #1006, 2003, ISBN 3-926126-29-9.
- Die goldene Helix. Shayol SF #1010, 2005, ISBN 3-926126-36-1.

The Complete stories of Theodore Sturgeon, herausgegeben von Paul S. Williams
- Band 1: The Ultimate Egoist (1994, Vorworte von Ray Bradbury, Arthur C. Clarke, und Gene Wolfe)
- Band 2: Microcosmic God (1995, Vorwort von Samuel R. Delany)
- Band 3: Killdozer! (1996, Vorwort von Robert Silverberg)
- Band 4: Thunder and Roses (1997, Vorwort von James Gunn)
- Band 5: The Perfect Host (1998, Vorwort von Larry McCaffery)
- Band 6: Baby is Three (1999, Vorwort von David Crosby)
- Band 7: A Saucer of Loneliness (2000, Vorwort von Kurt Vonnegut)
- Bright Segment – Volume 8 : The Complete Stories of Theodore Sturgeon (2002) (Vorwort von William Tenn)
- Band 9: And Now the News... (2003, Vorwort von David Hartwell)
- Band 10: The Man Who Lost the Sea (2005, Vorwort von Jonathan Lethem)
- Band 11: The Nail and the Oracle (2007, Vorwort von Harlan Ellison)
- Band 12: Slow Sculpture (2009, Vorwort von Debbie Notkin)
- Band 13: Case and the Dreamer (2010, Vorwort von Peter S. Beagle, Vorwort von Debbie Notkin, Nachwort von Paul Williams, Story Notes von Sturgeons Tochter Noël Sturgeon)

Kurzgeschichten
Wird bei Kurzgeschichten als Quelle nur Titel und Jahr angegeben, so findet sich die vollständige Angabe bei der entsprechenden Sammelausgabe.
- Heavy Insurance (1938)
- Golden Day (1939)
- Permit Me My Gesture (1939)
- Watch My Smoke (1939)
- The Other Cheek (1939)
- One Sick Kid (1939)
- His Good Angel (1939)
- Some People Forget (1939)
- Extraordinary Seaman (1939)
- Fit for a King (1939)
- Ex-Bachelor Extract (1939)
- East Is East (1939)
- Eyes of Blue (1939)
- Her Choice (1939)
- Cajun Providence (1939)
- Contact! (1939)
- The Call (1939)
- Ether Breather (1939)
  - Deutsch: Ärger im Äther. In: Isaac Asimov, Martin H. Greenberg (Hrsg.): Die besten Stories von 1939. Moewig (Playboy Science Fiction #6727), 1982, ISBN 3-8118-6727-X.
- To Shorten Sail (1939)
- A God in a Garden (1939)
- Turkish Delight (1939)
- Mahout (1940)
- The Long Arm (1940)
- The Man on the Steps (1940)
- Punctuational Advice (1940)
- Derm Fool (1940)
  - Deutsch: Kleine Schlange im Gras. In: Licht von den Sternen. 1974.
- Place of Honor (1940)
- He Shuttles (1940)
- It (1940)
  - Deutsch: Es. Übersetzt von Eva Malsch. In: Isaac Asimov, Martin H. Greenberg (Hrsg.): Die besten Stories von 1940. Moewig (Playboy Science Fiction #6711), 1980, ISBN 3-8118-6711-3. Auch als: Es. Übersetzt von Leonore Puschert. In: Manfred Kluge (Hrsg.): Frankenstein. Heyne Allgemeine Reihe #9280, 1995, ISBN 3-453-08523-X. Auch als: Es. In: Die goldene Helix. 2005.
- Butyl and the Breather (1940)
- Cargo (1940)
- Completely Automatic (1941)
- Shottle Bop (1941)
  - Deutsch: Haschenflaus. In: Tausend Schiffe am Himmel. 1974.
- The Ultimate Egoist (1941, auch als E. Hunter Waldo)
- Poker Face (1941)
  - Deutsch: Das Pokerspiel. In: Die Venuskristalle und andere Stories. 1966.
- Microcosmic God (1941)
  - Deutsch: Der Gott des Mikrokosmos. Übersetzt von Tony Westermayr. In: Der Gott des Mikrokosmos. 1974. Auch als: Der kleine Gott. Übersetzt von Joachim Pente. In: Robert Silverberg, Wolfgang Jeschke (Hrsg.): Titan 7. Heyne Science Fiction & Fantasy #3579, 1978, ISBN 3-453-30474-8. Auch als: Der mikrokosmische Gott. Übersetzt von Eva Malsch. In: Isaac Asimov (Hrsg.): Die besten Stories von 1941. Moewig (Playboy Science Fiction #6713), 1981, ISBN 3-8118-6713-X.
- The Haunt (1941)
  - Deutsch: Der Heiratsantrag. In: Licht von den Sternen. 1974.
- Nightmare Island (1941, auch als E. Waldo Hunter)
  - Deutsch: Würmer. In: Hinter dem Ende der Zeit. 1982.
- The Purple Light (1941, als E. Waldo Hunter)
- Yesterday Was Monday (1941)
  - Deutsch: Gestern war Montag. In: D. R. Bensen (Hrsg.): Straße der Verdammnis. Pabel (Terra Fantasy #66), 1979.
- Artnan Process (1941)
  - Deutsch: Das Geheimnis von Artna. In: Licht von den Sternen. 1974.
- Biddiver (1941)
- The Golden Egg (1941)
- Two Percent Inspiration (1941)
- Brat (1941)
- Medusa (1942)
  - Deutsch: Die präparierten Raumfahrer. Übersetzt von Eduard Lukschandl. In: Die Venuskristalle und andere Stories. 1966. Auch als: Medusa. Übersetzt von Tony Westermayr. In: Der Gott des Mikrokosmos. 1974.
- The Jumper (1942, mit James H. Beard)
- The Hag Sèleen (1942, mit James H. Beard)
  - Deutsch: Die Hexe Sèleen. In: PSI-Talente. 1980.
- The Green-Eyed Monster (1943, auch als Ghost of a Chance)
  - Deutsch: Keine Chance für Geister. In: Der Gott des Mikrokosmos. 1974.
- The Bones (1943, mit James H. Beard)
  - Deutsch: Unfalltod mit Verzögerung. In: Hinter dem Ende der Zeit. 1982.
- Killdozer! (1944, überarbeitete Fassung 1959)
  - Deutsch: Killdozer. In: Lichte Augenblicke. 2003.
- Blabbermouth (1945)
  - Deutsch: Besessenheit. In: Der Gott des Mikrokosmos. 1974.
- Memorial (1946)
  - Deutsch: Das Monument. In: Tausend Schiffe am Himmel. 1974.
- The Chromium Helmet (1946)
- Clockwise (1946)
- Mewhu’s Jet (1946)
  - Deutsch: Der Zauberstab. In: Wiederbelebung. 1977.
- Cellmate (1947)
  - Deutsch: Zellengenosse. In: Aus vielen Ein horn. 1985.
- Smoke! (1947)
- Maturity (1947)
  - Deutsch: Reife. Übersetzt von Rudolf Hermstein. In: Franz Rottensteiner (Hrsg.): Die Ratte im Labyrinth. Insel (Phantastische Wirklichkeit: Science Fiction der Welt), 1971. Auch als: Reifezeit. Übersetzt von Tony Westermayr. In: Das Geheimnis von Xanadu. 1974.
- Fluffy (1947)
  - Deutsch: Fluffy. Übersetzt von Jürgen Saupe. In: Michel Parry (Hrsg.): Teuflische Katzen. Pabel (Vampir Taschenbuch #55), 1977. Auch als: Fluffy. Übersetzt von Tony Westermayr. In: Aus vielen Ein horn. 1985.
- Bianca’s Hands (1947)
  - Deutsch: Biancas Hände. Übersetzt von Ingrid Neumann. In: H. W. Mommers, A. D. Krauss (Hrsg.): 22 Horror-Stories. Heyne (Heyne-Anthologien #16), 1966. Auch als: Biancas Hände. Übersetzt von Tony Westermayr. In: Aus vielen Ein horn. 1985. Auch als: Biancas Hände. In: Die goldene Helix. 2005.
- Tiny and the Monster (1947)
  - Deutsch: Tiny und das Monster. In: Wiederbelebung. 1977.
- The Sky Was Full of Ships (1947, auch als The Cave of History)
  - Deutsch: Tausend Schiffe am Himmel. In: Tausend Schiffe am Himmel. 1974.
- Largo (1947)
  - Deutsch: Mörderische Musik. In: Hinter dem Ende der Zeit. 1982.
- Thunder and Roses (1947)
  - Deutsch: Donner und Rosen. Übersetzt von Birgit Reß-Bohusch. In: Christopher Evans (Hrsg.): 7 x Schüttelfrost. Pabel (Vampir Taschenbuch #10), 1974. Auch als: Die letzte Chance. Übersetzt von Tony Westermayr. In: Wiederbelebung. 1977. Auch als: Donner und Rosen. Übersetzt von Lisa Kuppler. In: Lichte Augenblicke. 2003.
- Wham Bop! (1947)
- It Wasn’t Syzygy (1948, auch als The Deadly Ratio)
  - Deutsch: Doch kein Syzygium. In: Aus vielen Ein horn. 1985.
- There Is No Defense (1948)
  - Deutsch: Es gibt keine Abwehr. In: Tausend Schiffe am Himmel. 1974.
- Well Spiced (1948)
- The Professor’s Teddy-Bear (1948)
  - Deutsch: Metempsychose. In: Aus vielen Ein horn. 1985.
- Abreaction (1948)
  - Deutsch: Abreaktion. In: Peter Haining (Hrsg.): Die Zukunftsmacher. Pabel (Terra Taschenbuch #261), 1975.
- Memory (1948)
- That Low (1948)
- Unite and Conquer (1948)
  - Deutsch: Einigkeit über alles. In: Martin Greenberg (Hrsg.): 8 Science Fiction-Stories. Heyne (Heyne-Anthologien #8), 1964. Auch als: Die Outsider. In: Wiederbelebung. 1977.
- The Love of Heaven (1948)
- The Perfect Host (1948)
  - Deutsch: Der perfekte Gastgeber. In: Das Geheimnis von Xanadu. 1974.
- Till Death Do Us Join (1948)
- Farewell to Eden (1949)
- Messenger (1949)
- The Martian and the Moron (1949)
  - Deutsch: Geplatzte Illusionen. In: PSI-Talente. 1980.
- Prodigy (1949)
  - Deutsch: Die Normwidrige. Übersetzt von Eduard Lukschandl. In: Die Venuskristalle und andere Stories. 1966. Auch als: Auslese. Übersetzt von Tony Westermayr. In: Der Gott des Mikrokosmos. 1974.
- Die, Maestro, Die! (1949)
  - Deutsch: Stirb, Maestro! Übersetzt von Ingrid Neumann. In: Helmuth W. Mommers & Arnulf D. Krauß (Hrsg.): 22  Horror Stories – Eine Antholgie der besten Grusel-Geschichten aus aller Welt. Heyne (Heyne-Anthologien, Bd. 26). Auch als: Die Band. In: Aus vielen Ein horn. 1985.
- Scars (1949)
  - Deutsch: Narben. In: Aus vielen Ein horn. 1985.
- Minority Report (1949)
- One Foot and the Grave (1949)
  - Deutsch: Claire gewinnt Thad. In: PSI-Talente. 1980.
- The Hurkle Is a Happy Beast (1949)
  - Deutsch: Hurkls sind fröhliche Geschöpfe. Übersetzt von Yoma Cap. In: Robert Silverberg (Hrsg.): Menschen und andere Ungeheuer. Heyne Science Fiction & Fantasy #3378, 1974, ISBN 3-453-30255-9. Auch als: Glückliche Tiere. Übersetzt von Tony Westermayr. In: Wiederbelebung. 1977.
- What Dead Men Tell (1949)
  - Deutsch: Die Suche nach dem Tod. In: Die Venuskristalle und andere Stories. 1966.
- The Stars Are the Styx (1950)
- Rule of Three (1951)
- “Shadow, Shadow, on the Wall …” (1951)
  - Deutsch: Schatten in der Wand. In: Der Gott des Mikrokosmos. 1974.
- Special Aptitude (1951, auch als Last Laugh)
  - Deutsch: Die Venuskristalle. Übersetzt von Eduard Lukschandl. In: Die Venuskristalle und andere Stories. 1966. Auch als: Eine spezielle Begabung. Übersetzt von Tony Westermayr. In: Wiederbelebung. 1977.
- Make Room for Me! (1951)
  - Deutsch: Die Psyche des Parasiten. In: Parallele X. 1969.
- The Traveling Crag (1951)
  - Deutsch: Der wandernde Gipfel. In: PSI-Talente. 1980.
- Excalibur and the Atom (1951)
- The Incubi of Parallel X (1951)
  - Deutsch: Parallele X. In: Parallele X. 1969.
- Never Underestimate … (1952)
- The Sex Opposite (1952)
  - Deutsch: Zellkernfusion. Übersetzt von Tony Westermayr. In: Aus vielen Ein horn. 1985. Auch als: Das andere Geschlecht. In: Die goldene Helix. 2005.
- Baby Is Three (1952)
  - Deutsch: Baby ist drei. Übersetzt von Birgit Ress-Bohusch. In: H. W. Mommers, A. D. Krauß (Hrsg.): 9 Science Fiction-Stories. Heyne (Heyne-Anthologien #30), 1969. Auch als: Baby ist drei. Übersetzt von Uwe Anton. In: Ben Bova, Wolfgang Jeschke (Hrsg.): Titan 11. Heyne Science Fiction & Fantasy #3651, 1979, ISBN 3-453-30564-7. Auch in: Wolfgang Jeschke (Hrsg.): ’’Aufbruch in die Galaxis’’. Heyne Science Fiction, Heyne Buch #06/4001, 1980, ISBN 3-453-30938-3.
- The Music (1953)
  - Deutsch: Die Musik. In: Aus vielen Ein horn. 1985.
- The Clinic (1953)
- A Saucer of Loneliness (1953)
  - Deutsch: Wie ein Schrei aus dem Dunkel. In: Aus vielen Ein horn. 1985.
- A Way Home (1953, auch als The Way Home)
  - Deutsch: Heimkehr. In: Wiederbelebung. 1977.
- The World Well Lost (1953)
  - Deutsch: Die Liebesvögel. In: Licht von den Sternen. 1974. Auch in: Aus vielen Ein horn. 1985.
- … And My Fear Is Great … (1953)
- The Dark Room (1953)
- The Wages of Synergy (1953)
  - Deutsch: Synergie. In: Parallele X. 1969.
- Talent (1953)
  - Deutsch: Talent. In: PSI-Talente. 1980.
- The Touch of Your Hand (1953)
  - Deutsch: Sturz ins Bodenlose. In: In einer fremden Haut. 1979.
- A Way of Thinking (1953)
  - Deutsch: Eine Denkweise. Übersetzt von Tony Westermayr. In: Aus vielen Ein horn. 1985. Auch als: Denkweise. In: Die goldene Helix. 2005.
- The Silken-Swift (1953)
  - Deutsch: Samtgeschwind oder: Die Geschichte vom Teich in den Sümpfen. Übersetzt von Ludwig Rief. In: Hubert Strassl (Hrsg.): Magira, #31. EDFC, 1978. Auch als: Seidenflink. Übersetzt von Reinhold H. Mai. In: Jack Dann, Gardner Dozois (Hrsg.): Einhörner. Moewig (Playboy Science Fiction #6744), 1985, ISBN 3-8118-6744-X.
- Mr. Costello, Hero (1953)
  - Deutsch: Mr. Costello, der Held. Übersetzt von Tony Westermayr. In: In einer fremden Haut. 1979. Auch als: Herr Costello, Held. In: Die goldene Helix. 2005.
- The Education of Drusilla Strange (1954)
  - Deutsch: The education of Drusilla Strange. In: Helmuth W. Mommers, Arnulf D. Krauß (Hrsg.): 7 Science Fiction-Stories. Heyne (Heyne-Anthologien #20), 1966.
- Extrapolation (1954, auch als Beware the Fury und als The Fury Beware, 1954)
  - Deutsch: Der bestgehaßte Mann der Welt. In: Parallele X. 1969.
- Granny Won’t Knit (1954)
- The Golden Helix (1954)
  - Deutsch: Die goldene Helix. In: Die goldene Helix. 2005.
- To Here and the Easel (1954)
  - Deutsch: Unterwegs nach Nirgends. In: Sein Name war Mensch. 1974.
- Cactus Dance (1954)
- When You’re Smiling (1955)
- Bulkhead (1955, auch als Who?)
  - Deutsch: Bewährungsprobe. In: Wiederbelebung. 1977.
- Hurricane Trio (1955)
  - Deutsch: Wiederbelebung. In: Wiederbelebung. 1977.
- The Heart (1955)
  - Deutsch: Das Herz. In: Parallele X. 1969.
- The Riddle of Ragnarok (1955)
  - Deutsch: Das Rätsel Ragnaröks. In: Erhard Ringer, Hermann Urbanek (Hrsg.): Ashtaru der Schreckliche. Heyne Science Fiction & Fantasy #3915, 1982.
- Twink (1955)
  - Deutsch: Twink. In: Der Gott des Mikrokosmos. 1974.
- Bright Segment (1955)
  - Deutsch: Kurzes Erwachen. Übersetzt von Tony Westermayr. In: Der Gott des Mikrokosmos. 1974. Auch als: Ein lichter Augenblick. In: Lichte Augenblicke. 2003.
- So Near the Darkness (1955)
- The [Widget], the [Wadget], and Boff (1955)
  - Deutsch: Prognose: positiv. In: Prognose: positiv. 1975.
- “Won’t You Walk…?” (1956)
  - Deutsch: Zeitgeist rüstet auf. In: PSI-Talente. 1980.
- The Half-Way Tree Murder (1956)
- The Skills of Xanadu (1956)
  - Deutsch: Das Geheimnis von Xanadu. In: Das Geheimnis von Xanadu. 1974. Auch als: Die Fähigkeiten Xanadus. In: Die goldene Helix. 2005.
- Dead Dames Don’t Dial (1956)
- Fear Is a Business (1956)
- The Claustrophile (1956)
  - Deutsch: Besuch bei Mrs. Binns. In: Walter Spiegl (Hrsg.): Science-Fiction-Stories 17. Ullstein 2000 #29 (2905), 1972, ISBN 3-548-02905-1.
- The Other Man (1956)
  - Deutsch: Der andere Mensch. In: Tausend Schiffe am Himmel. 1974.
- The Waiting Thing Inside (1956, mit Don Ward)
- The Deadly Innocent (1956, mit Don Ward)
- And Now the News … (1956)
  - Deutsch: Es folgen die Nachrichten. In: Anthony Boucher (Hrsg.): 20 Science Fiction-Stories. Heyne (Heyne-Anthologien #2), 1963.
- The Girl Had Guts (1957)
- The Other Celia (1957, auch als The Blonde With the Mysterious Body, 1962)
- Affair with a Green Monkey (1957)
  - Deutsch: Irrtum mit einem grünen Affen. In: In einer fremden Haut. 1979.
- The Pod in the Barrier (1957, auch als The Pod and the Barrier)
  - Deutsch: Virginia. In: Licht von den Sternen. 1974.
- A Crime for Llewellyn (1957)
  - Deutsch: Jagd nach einem Verbrechen. In: In einer fremden Haut. 1979.
- It Opens the Sky (1957)
  - Deutsch: Der Himmel öffnet sich. In: In einer fremden Haut. 1979.
- A Touch of Strange (1958)
  - Deutsch: Der Hauch des Wunderbaren. Übersetzt von Ursula Goldschmidt. In: M. L. Carter (Hrsg.): Horror-Love. Heyne Allgemeine Reihe #5038, 1973, ISBN 3-453-00359-4. Auch als: Eine seltsame Begegnung. Übersetzt von Tony Westermayr. In: In einer fremden Haut. 1979.
- The Comedian’s Children (1958)
  - Deutsch: Das Kinder-Theater. In: Prognose: positiv. 1975.
- To Marry Medusa (1958)
  - Deutsch: Hochzeit mit Medusa. In: Prognose: positiv. 1975.
- The Graveyard Reader (1958)
  - Deutsch: Die ganze Wahrheit. Übersetzt von Tony Westermayr. In: Das Geheimnis von Xanadu. 1974. Auch als: Friedhofslektüre. Übersetzt von Margaret Meixner. In: John Carnell (Hrsg.): Panoptikum des Schreckens. Pabel (Vampir Taschenbuch #6), 1974.
- The Man Who Told Lies (1959)
- The Man Who Lost the Sea (1959)
  - Deutsch: Verlorene See. Übersetzt von Charlotte Winheller. In: Anthony Boucher (Hrsg.): 16 Science Fiction-Stories. Heyne (Heyne-Anthologien #5), 1964. Auch als: Der Mann, dem das Meer abhanden kam. In: Die goldene Helix. 2005.
- The Man Who Figured Everything (1960, mit Don Ward)
- Tuesdays Are Worse (1960)
- Like Young (1960)
  - Deutsch: Nachfolge der toten Menschheit. In: Hinter dem Ende der Zeit. 1982.
- Night Ride (1960)
- Need (1960)
  - Deutsch: Bedürfnisse. In: Hinter dem Ende der Zeit. 1982.
- How to Kill Aunty (1961)
  - Deutsch: Hubert. In: Licht von den Sternen. 1974.
- Tandy’s Story (1961)
- Assault and Little Sister (1961)
- When You Care, When You Love (1962)
  - Deutsch: Wenn man fühlt, wenn man liebt. In: Nach dem Exodus. 1976.
- Noon Gun (1963)
- Holdup à la Carte (1964)
- How to Forget Baseball (1964)
- The Nail and the Oracle (1965)
  - Deutsch: Heilsame Reparatur. Übersetzt von Tony Westermayr. In: PSI-Talente. 1980. Auch als: Der Hufnagel und das Orakel. Übersetzt von Dieter Winkler. In: Martin Harry Greenberg, Isaac Asimov, Charles G. Waugh (Hrsg.): Faszination der Science Fiction. Bastei Lübbe Science Fiction Special #24068, 1985, ISBN 3-404-24068-5.
- If All Men Were Brothers, Would You Let One Marry Your Sister? (1967)
  - Deutsch: Die Ausgestoßenen. Übersetzt von Wulf Bergner. In: Harlan Ellison (Hrsg.): 15 Science Fiction-Stories II. Heyne (Heyne-Anthologien #34), 1970. Auch als: Nach dem Exodus. Übersetzt von Tony Westermayr. In: Nach dem Exodus. 1976. Auch als: Wenn alle Menschen Brüder wären, würdest du einen davon deine Schwester heiraten lassen?. Übersetzt von Rosemarie Hundertmarck. In: Isaac Asimov, Martin Greenberg, Joseph Olander (Hrsg.): Fragezeichen Zukunft. Moewig (Playboy Science Fiction #6736), 1984, ISBN 3-8118-6736-9.
- Jorry’s Gap (1968)
  - Deutsch: So kam Jorry auf diesen Weg. In: Sein Name war Mensch. 1974.
- The Atomic Monument (1969, mit Forrest J. Ackerman)
- The Man Who Learned Loving (1969, auch als Brownshoes)
  - Deutsch: Sein Name war Mensch. Übersetzt von Tony Westermayr. In: Sein Name war Mensch. 1974. Auch als: Der Mann, der lieben lernte. Übersetzt von Eva Malsch. In: James Blish (Hrsg.): Ein Junge und sein Hund und andere »Nebula«-Preis-Stories 2. Moewig (Playboy Science Fiction #6723), 1981, ISBN 3-8118-6723-7.
- It Was Nothing—Really! (1969)
  - Deutsch: Es war Nichts – wirklich. In: Michael Görden (Hrsg.): Die Zukunft spinnt. Goldmann Science Fiction #23499, 1987, ISBN 3-442-23499-9. Auch als: Es war Nichts – wirklich. In: Sein Name war Mensch. 1974.
- Uncle Fremmis (1970)
  - Deutsch: Onkel Fremmis. In: Sein Name war Mensch. 1974.
- It’s You! (1970)
- Slow Sculpture (1970)
  - Deutsch: Die langsamste Skulptur der Welt. Übersetzt von Tony Westermayr. In: Sein Name war Mensch. 1974. Auch als: Das Erwachen. Übersetzt von Iannis Kumbulis. In: Science-Fiction-Stories 49. Ullstein 2000 #93 (3148), 1975, ISBN 3-548-03148-4. Auch als: Der Bonsai-Mensch. Übersetzt von Rosemarie Hundertmarck. In: Clifford D. Simak (Hrsg.): Der Bonsai-Mensch und andere »Nebula«-Preis-Stories 3. Moewig (Playboy Science Fiction #6725), 1982, ISBN 3-8118-6725-3. Auch als: Langsames Wachstum. In: Lichte Augenblicke. 2003.
- The Girl Who Knew What They Meant (1970)
  - Deutsch: Das Mädchen, das wußte, was sie meinten. In: Sein Name war Mensch. 1974.
- Runesmith (1970, mit Harlan Ellison)
- The Patterns of Dorne (1970)
  - Deutsch: Die Verhaltensmuster von Dorne. In: Sein Name war Mensch. 1974.
- Suicide (1970)
  - Deutsch: Selbstmord. In: Sein Name war Mensch. 1974.
- Crate (1970)
  - Deutsch: Unerwünscht. In: Sein Name war Mensch. 1974.
- Take Care of Joey (1971)
  - Deutsch: Kümmere dich um Joey. In: Sein Name war Mensch. 1974.
- Necessary and Sufficient (1971)
- The Verity File (1971)
- Occam’s Scalpel (1971)
  - Deutsch: Occams Regel. Übersetzt von Rosemarie Ott. In: Terry Carr (Hrsg.): Die Königin der Dämonen. König Taschenbücher #29, 1973, ISBN 3-8082-0072-3. Auch als: Ockhams Skalpell. Übersetzt von Walter Brumm. In: Wolfgang Jeschke (Hrsg.): Science Fiction Story Reader 1. Heyne Science Fiction & Fantasy #3374, 1974, ISBN 3-453-30251-6.
- Dazed (1971)
- Pruzy’s Pot (1972)
- Ride In, Ride Out (1973, mit Don Ward)
- The Sheriff of Chayute (1973)
- Case and the Dreamer (1973)
  - Deutsch: Case und der Träumer. In: Nach dem Exodus. 1976.
- Agnes, Accent and Access (1973)
  - Deutsch: Ein ungewöhnlicher Kummerjäger. In: Science-Fiction-Stories 75. Ullstein 2000 #150 (3579), 1979.
- Helix the Cat (1973)
- Ingenious Aylmer (1973)
- “I Love Maple Walnut” (1974)
- Blue Butter (1974)
- Britt Svenglund (1976)
- Harry’s Note (1977)
  - Deutsch: Harrys Notizbuch. In: Roy Torgeson (Hrsg.): Das Ungeheuer vom Sumpf. Moewig (Playboy Science Fiction #6729), 1982, ISBN 3-8118-6729-6.
- The Singsong of Cecily Snow (1977)
- Time Warp (1978)
  - Deutsch: Der Stachel der Zeit. In: H. J. Alpers (Hrsg.): Planet ohne Hoffnung. Droemer Knaur (Knaur Science Fiction & Fantasy #5735), 1981, ISBN 3-426-05735-2.
- The Country of Afterward (1979)
- Like Yesterday (1979)
- Why Dolphins Don’t Bite (1980)
- Vengeance Is. (1980)
  - Deutsch: Rache ist …. In: Jeff Gelb, Lonn Friend (Hrsg.): Hot Blood: Bis dass der Tod euch vereint. Festa Horror TB #1519, 2007, ISBN 978-3-86552-074-6.
- Grizzly (1983)
- Not an Affair (1983)
  - Deutsch: Keine Affäre. Übersetzt von Tony Westermayr. In: Peter Wilfert (Hrsg.): Tor zu den Sternen. Goldmann Science Fiction #23400, 1981, ISBN 3-442-23400-X. Auch als: Keine Affäre. Übersetzt von Michael Windgassen. In: Ronald M. Hahn (Hrsg.): Nacht in den Ruinen. Heyne Science Fiction & Fantasy #4099, 1984, ISBN 3-453-31059-4.
- The Trick (1984)
- A Noose of Light (1995)
- Accidentally on Porpoise (1995)
- Alter Ego (1995)
- Mailed through a Porthole (1995)
- Niobe (1995)
- Strangers on a Train (1995)
- Strike Three (1995)
- Thanksgiving Again (1995)
- The Right Line (1995)
- Three People (1995)
- Microcosmic God: Unfinished Early Draft (1995)
- The Anonymous (1995)
- Two Sidecars (1995)
- Bulldozer Is a Noun (1996)
- Crossfire (1996)
- Poor Yorick! (1996)
- The Blue Letter (1997)
- The Original Second Half of “Maturity” (1997)
- Quietly (1998)
- The Dark Goddess … More to a Marriage … (1998)
- New York Vignette (1999)
- The Beholders (2009)
- Black Moccasins (2010)
- Seasoning (2010)
  - Deutsch: Ich gehöre nicht hierher. In: Peter Wilfert (Hrsg.): Goldmann Fantasy Foliant III. Goldmann (Goldmann Fantasy #23844), 1985, ISBN 3-442-23844-7.
- The Mysterium (2010)

Drehbücher
- 1966: Raumschiff Enterprise: Shore Leave (deutsch: Landurlaub)
- 1967: Raumschiff Enterprise: Amok Time (deutsch: Pon farr)
- 1974: Killdozer! (Fernsehfilm nach seiner Novelle)
- 1975: Land of the Lost: The Pylon Express

Anthologie
- The Ugly Little Boy / The [Widget], the [Wadget], and Boff (1989, mit Isaac Asimov)

Sachliteratur
- Argyll: A Memoir (1993)